# Sepestānak
Sepestānak (persiska: Sībestānak, Seh Pestānak, سیبستانک, سپستانک) är en ort i Iran.   Den ligger i provinsen Gilan, i den nordvästra delen av landet, 190 km nordväst om huvudstaden Teheran. Sepestānak ligger 1 519 meter över havet och antalet invånare är 148.
Terrängen runt Sepestānak är lite bergig.Runt Sepestānak är det ganska glesbefolkat, med 45 invånare per kvadratkilometer. Närmaste större samhälle är Jīrandeh, 9,9 km söder om Sepestānak. Trakten runt Sepestānak består till största delen av jordbruksmark.